# Y의 비극
《Y의 비극》(The Tragedy of Y)은 1932년에 발행된 미국의 추리 작가 엘러리 퀸의 장편 추리 소설이다. 애거서 크리스티의 《그리고 아무도 없었다》와 윌리엄 아이리시의 《환상의 여인》과 함께 세계 3대 추리 소설에 속하는 작품이다.
Y의 비극은 엘러리 퀸의 「드루리 레인 4부작」 가운데 전작 X의 비극의 후속에 해당되는 제2부이다. 1932년 발행 당시에는 본작을 포함해 4작품 모두 바나비 로스라는 필명으로 발표되었다.

## 줄거리
뉴욕 만의 바다에서 행방불명되었던 미치광이 백만장자인 요크 해터의 시신이 발견되면서, 가족 모두가 괴짜 기인으로 유명한 해터 가문의 비극이 시작된다. 요크 해터가 죽은 후 요크 해터의 부인 에밀리의 딸 루이자에게 독살 미수 사건이 발생한다. 그러나, 그것은 그 후 일어나는 연쇄 살인극의 전주곡에 지나지 않았다. 은퇴한 연극 배우 명탐정 드루리 레인이 이 의문의 살인 사건 수수께끼에 도전하면서 사건의 전말이 밝혀지기 시작한다.

## 같이 보기
- 드루리 레인